# طلاء الاصابع
طلاء الاصابع Fingerpaint هو نوع من الطلاء الذي يتم دهانه بالاصابع, يأتي عادة في انابيب و يستخدمه الاطفال الصغار، على الرغم من انه يستخدم من حين لأخر من قبل البالغين اما لتعليم الفن للاطفال او لأستخداماتهم الخاصة.

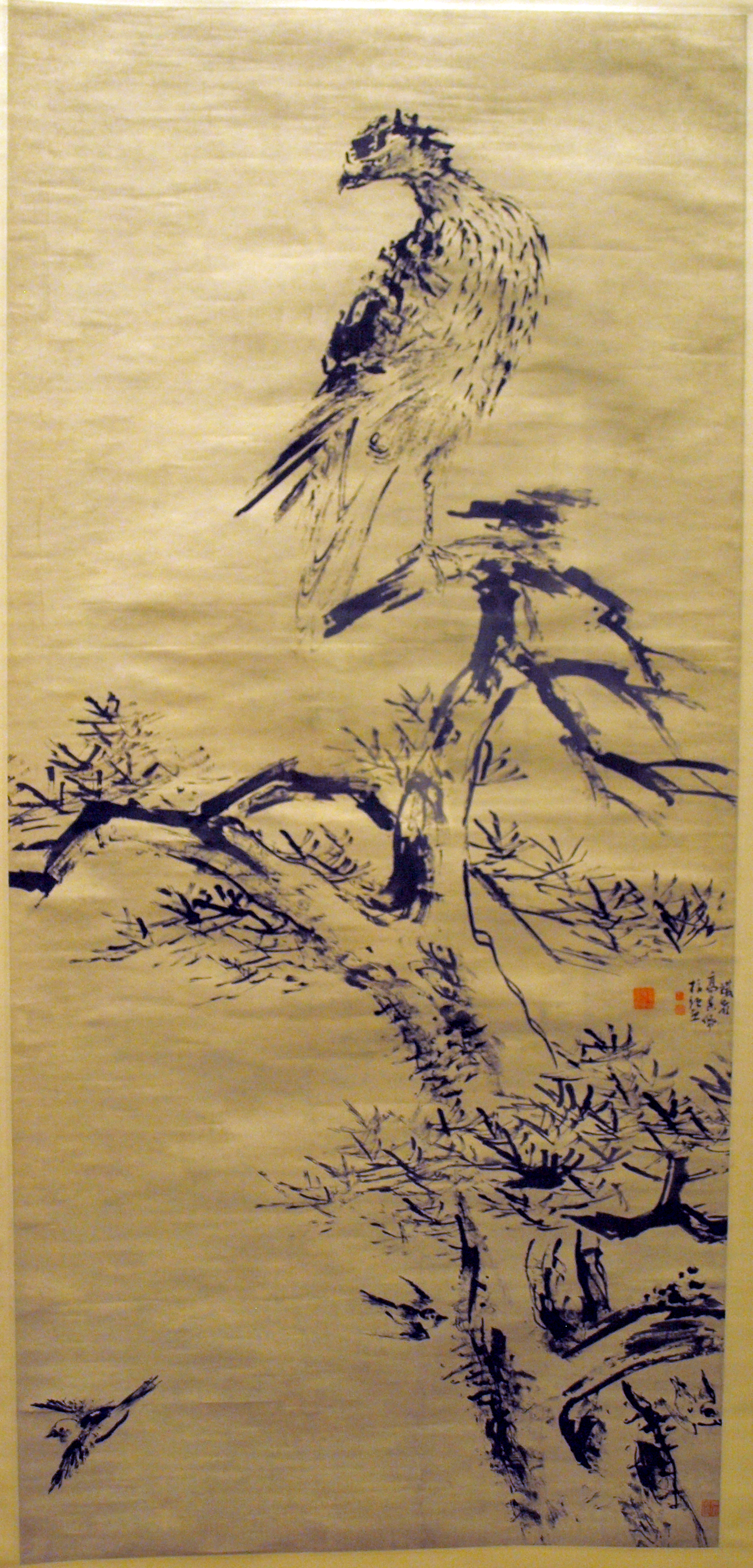
Hanging scroll painting by Gao Qipei: Finger Painting of Eagle and Pine Trees. On display at the متحف شانغهاي.

## طلاء الاصابع للتعليم والمعالجة النفسية
يرجع الفضل الى المربية الامريكية روث فيسون شو في تقديم رسم الاصابع كوسيلة لتعليم الفنون. هي طورت تقيناتها خلال عملها في روما- ايطاليا قبل الحصول على براءة اختراع لطلاء امن و غير سام في عام 1931.بعد تطوير وسيطتها التعبيرية للاطفال كرست شو اهتمامها لفوائدها العلاجية. بناء على طلب كارل ميننجر قامت بالتدريس في مدرسة ساوثارد في مؤسسة مينيجر في توبيكا، كانساس الولايات المتحدة .عملت لاحقا كمستشارة لقسم الطب النفسي في مستشفى ميموريال في جامعة نورث كارولينا في تشابل هيل أثناء عملها في مستشفى ميموريال التقت بالطبيب النفسي جون توماس باين.  أصبحت باين خليفتها عام 1969 وواصلت عملها حتى وفاته عام عملت لاحقا كمستشارة لقسم الطب النفسي في مستشفى ميموريال في جامعة نورث كارولينا في تشابل هيل . أثناء عملها في مستشفى ميموريال التقت بالطبيب النفسي جون توماس باين. أصبح باين خليفتها عام 1969 وواصل عملها حتى وفاته عام 2000.
واليوم أعمال شو و باين مستمرة في مدرسة واستوديو شو في دورهام في جنوب كارولاينا. المؤسس والمدير برايان كاري تدرب مع باين من 1968 الى 1993.
بناء على اقتراح باين کرس کاري سبع سنوات اضافية لدراسة شو كشخصية تاريخية - فنانة - معلمة و معالجة.
يواصل كاري وربيبته جينيفر فالتشي تقليد شو- باين من خلال السفر و تعليم طريقتهم في  التعبير الفني عن الذات و الشفاء العاطفي للناس من جميع الأعمار و القدرات.[بحاجة لمصدر]

## التقنيات

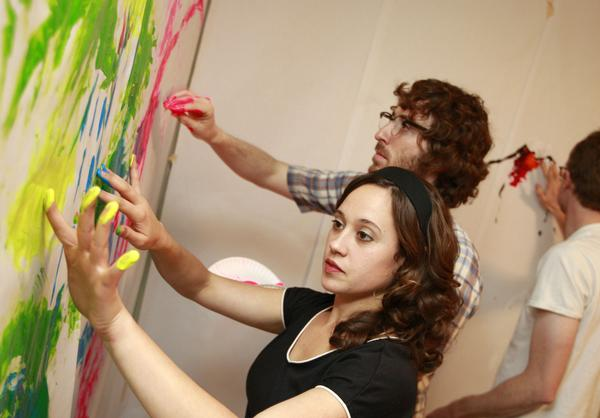
Adults fingerpainting

ورغم ان الاسم يشير الى ان الطلاء يُطلى بالاصابع، فإن الخبراء يستعملون هذه  الوسيلة من اليدين والاذرع السفلى ايضا. استخدام الذراع بأكملها ينعم الطلاء على الورقة قبل النمذجة لأضافة تفاصيل اكتر مع  الأصابع والأجزاء أخرى من اليد. في بعض الأحيان يتم استخدام الإسفنج والقماش وأدوات أخرى للحصول على قوام معين.[بحاجة لمصدر]
وبعض الفنانين  معروفين بأنهم يرسمون بأيديهم فقط، كوسيلة لتصبح أكثر حميمية مع العملية. هؤلاء الفنانين لا يستخدمون طلاء الأصابع التقليدي. هذا النمط، "الفن الطائش "، يصنف بدقة على أنه نوع فرعي من الفن الخارجي. لقد تعهد الرسامون مثل تايلر رمزي بعدم لمس الفرشاة على الإطلاق، ولكن استخدام القفازات الجراحية للسلامة أمر شائع عند استخدام الزيوت السامة. يدعي تايلر رامزي أن "رفض الفرش يعطي الرسام فرصة الاقتراب من الحرفة من منظور جديد". بدأ "الفن الطائش" في عام 2002 كوسيلة لدحض الفكرة القائلة بأن "كل شيء قد تم مسبقا".
يدعي فنان الرسم بالأصابع نيك بنجامين أنه "يفضل الرسم باستخدام الأصابع لأن التقنية تؤدي إلى رابطة حقيقية بين العمل الفني والفنان وتسمح ببعض المزج المعقد الذي لا يمكن تحقيقه بالفرشاة".
وهناك فنانة مشهورة أخرى للرسم بالأصابع هي آيريس سكوت، التي تستخدم يديها فقط لأنها تتبع حدسها.أوضح الفنان الدخيل جيمي لي سودوث أنه رسم بأصابعه لأنها "لم تبلى" كما فعلت الفرش. تم التعامل مرارا وتكرارا مع طلاء الأصابع عبر وسائل الترسيم على نفس الورقة، و كثيرا ما ينتج كسريات كما تم دراسته في جامعة ييل. 

## المواد

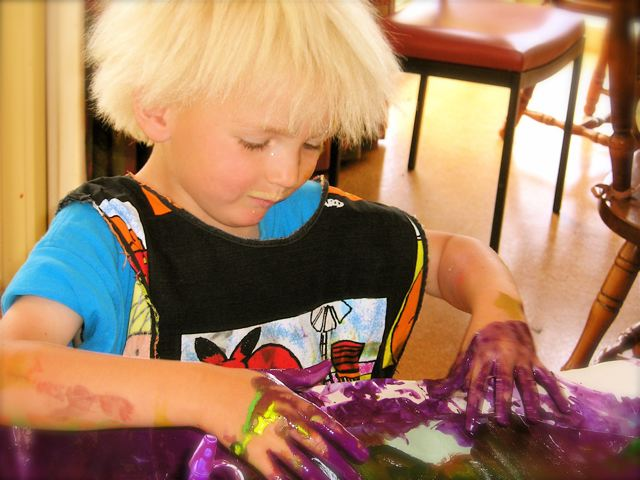
A child fingerpainting

طلاء الاصابع غير سام و يباع عادة قي عبوات من ستة الوان زاهية. يمكن ايضا تحضير الدهانات من منتجات منزلية غير سامة مثل الدقيق او نشا الذرة . تستخدم بعض مرافق رعاية الاطفال تحلية سريعة الذوبان كطلاء للاصابع ،مما يلغي الحاجة الى ابقاء اصابع الاطفال بعيدة عن افواهم.